# Jordan Taylor (piloto)
Jordan Taylor (Orlando, Florida, Estados Unidos; 10 de mayo de 1991) es un piloto de automovilismo estadounidense. Es hijo del piloto y dueño de equipo Wayne Taylor, y hermano del también piloto Ricky Taylor.
Fue campeón de la clase DP de la Grand-Am Rolex Sports Car Series 2013, de la clase Prototipos del IMSA SportsCar Championship en 2017, y de la clase GT Le Mans en 2020. Además fue subcampeón de Prototipos en 2014 y subcampeón de GT en 2011. Ganó la Petit Le Mans 2014 y 2018, las 24 Horas de Daytona 2017 y 2019, y las 12 Horas de Sebring 2017. Además obtuvo victorias de clase en las 24 Horas de Le Mans 2015 y las 24 Horas de Daytona 2021.

## Inicios
Taylor comenzó a competir en el karting a la edad de diez años. En 2007 pasó a correr en la categoría de monoplazas Fórmula Skip Barber East, obteniendo el título. El piloto participó en algunas carreras de la F2000 Championship Series y la IMSA Lites en 2008.
Ese mismo año, debutó en las 24 Horas de Daytona de la serie Grand-Am con un Porsche 911 del equipo Terra Firma. Luego corrió las 250 Millas de Daytona para Beyer con un Crawford-Ford de la clase de Prototipos Daytona, y más tarde la fecha de Nueva Jersey con un Mazda RX-8 de Racers Edge junto a Dion von Moltke.
Taylor disputó ocho fechas de la serie Grand-Am 2009 para Beyer en la clase DP. Sus mejores resultados fueron un noveno y un décimo, tras lo cual se ubicó en la 26.ª posición en el campeonato de pilotos.
El piloto pasó a disputar la clase GT de la Grand-Am 2010 con un Mazda RX-8 de Racers Edge. Obtuvo un segundo puesto, un tercero y dos sextos en diez fechas. Luego se ausentó en Montreal, y corrió la fecha final en Miller con un Porsche 911 de Autohaus acompañando a Johnny O'Connell. Así, se colocó 15º en el campeonato de pilotos.

## Chevrolet
En 2011, Taylor permaneció en el equipo Autohaus de la serie Grand-Am. Al volante de un Chevrolet Camaro, logró una victoria de clase en Virginia, tres segundos puestos y un total de seis top 5 en 12 carreras junto a Bill Lester. De este modo, resultó subcampeón de pilotos de GT, dos puntos por detrás de Leh Keen y Andrew Davis.

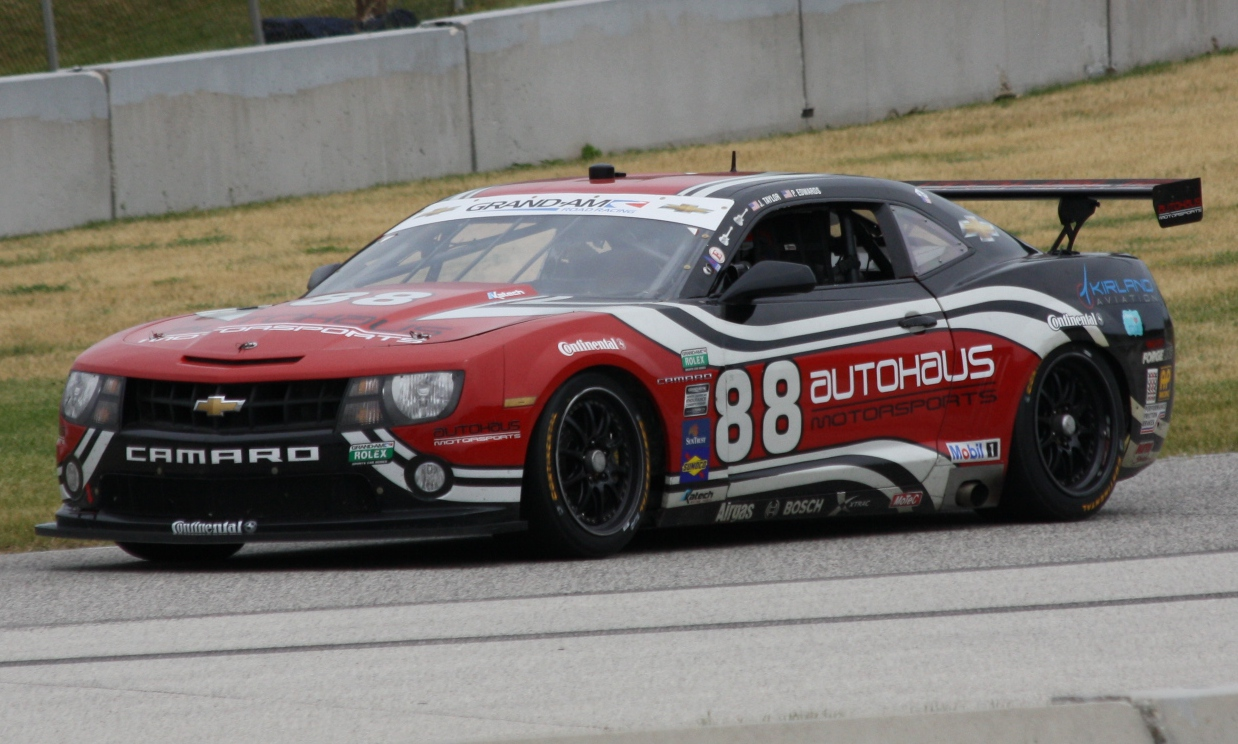
Chevrolet Camero de Jordan Taylor en la serie Grand-Am 2012.

El floridano corrió para Autohaus en ocho fechas de la temporada 2012 junto a Paul Edwards, y para Stevenson en las 6 Horas de Watkins Glen también a los mandos de un Chevrolet Camaro. Venció en Detroit y logró dos quintos lugares y dos sextos, quedando así 21º en el campeonato de pilotos de GT. Luego, corrió en las 200 Millas de Watkins Glen con un Chevrolet Corvette DP del equipo Auto Express. Allí logró el sexto puesto como tercer piloto junto a Terry Borcheller y David Donohue.
En paralelo, Taylor se desempeñó como piloto oficial de General Motors en distintas carreras. Disputó las 24 Horas de Le Mans, las 12 Horas de Sebring y Petit Le Mans con un Chevrolet Corvette junto a Jan Magnussen y Antonio García, resultando quinto en la clase GTE-Pro en la prueba francesa y segundo en las estadounidenses. Asimismo, obtuvo un segundo lugar y un cuarto en las carreras de Mid-Ohio del SCCA World Challenge, en este caso con un Cadillac CTS oficial.
Para la temporada 2013, el piloto volvió a disputar regularmente la clase DP de la serie Grand-Am, ahora con un Chevrolet Corvette DP del equipo de su padre Wayne Taylor Racing como compañero de butaca de Max Angelelli. Obtuvo cinco victorias, así como un segundo puesto en las 24 Horas de Daytona, y obtuvo el título de pilotos a la edad de 22 años frente a Scott Pruett y Memo Rojas.
Aparte de ello, disputó las mismas carreras con Corvette y Cadillac que en 2012. Resultó cuarto en la clase GTE-Pro en las 24 Horas de Le Mans, abandonó en Sebring, llegó sexto en Petit Le Mans, y obtuvo un séptimo puesto en la primera manga de Mid-Ohio del SCCA World Challenge.
Su compañero de equipo pasó a ser su hermano Ricky Taylor en la temporada 2014 del United SportsCar Championship, surgido de la fusión de la serie Grand-Am con la Rolex Sports Car Series. Ambos lograron dos victorias en Detroit y la Petit Le Mans, finalizando subcampeones por detrás de la dupla Joao Barbosa / Christian Fittipaldi.
En 2015, Ricky y Jordan triunfaron en Long Beach y Mosport, y consiguieron tres segundos puestos adicionales. Sin embargo, acumularon malos resultados en las fechas restantes del United SportsCar Championship, que lo dejaron en el noveno lugar en el campeonato de pilotos de prototipos. No obstante, Jordan disputó las 24 Horas de Le Mans con Corvette, logrando la victoria en la clase GTE-Pro junto a Oliver Gavin y Tommy Milner.
En 2016, los hermanos Taylor ganaron tres carreras en Long Beach, Detroit y Austin, y obtuvieron cuatro podios más, sin embargo un mal resultado en Sebring y la constancia del equipo Action Express, lo dejó a Ricky y a Jordan en el quinto puesto del campeonato de pilotos de prototipos de la IMSA. También participó en las 24 Horas de Le Mans con un Chevrolet Corvette oficial de la clase GTE-Pro, donde no pudo acabar la carrera.
Wayne Taylor Racing adoptó el nuevo Dallara Cadillac DPi-V.R para la temporada 2017 del IMSA SportsCar Championship. Los Taylor triunfaron en las 24 Horas de Daytona junto a Angelelli y Jeff Gordon y en las 12 Horas de Sebring junto a Alex Lynn. Luego ganaron las tres siguientes carreras, y obtuvieron dos podios adicionales, por lo que obtuvieron el campeonato de prototipos.
Ricky Taylor se fue del equipo de su padre en 2018, mientras que Jordan continuó allí con Renger van der Zande como nuevo compañero de butaca. Ganó Petit Le Mans y consiguió cuatro podios en diez carreras, por lo que finalizó quinto en el campeonato de pilotos de prototipos y tercero en el campeonato de equipos.
El piloto triunfó en las 24 Horas de Daytona y fue segundo en las 12 Horas de Sebering y petit Le mans. Sin embargo, tuvo resultados mediocres en lcas carreras sprint, y culminó cuarto en el campeonato de pilotos de la clase DPi.
En 2020, el piloto pasó a pilotar un Chevrolet Corvette oficial junto a Antonio García en el campeonato IMSA. Acumuló cinco victorias y tres segundas posiciones, logrando los campeonatos de pilotos y equipos de la clase GT Le Mans. En 2021 obtuvo la victoria de clase en las 24 Horas de Daytona.